# Pobačaj u Kini
Pobačaj u Kini legalan je i državna usluga dostupna ženama na zahtjev. Iako se to u teoriji ne odnosi na spolno selektivni pobačaj, ostaje temelj za zahtjeve nekih žena. Uz praktički univerzalni pristup kontracepciji, pobačaj je bio uobičajen način za Kinu, da obuzda svoje stanovništvo u skladu sa svojom ugašenom politikom jednog djeteta, koja je odbačena 2015. u korist politike dvoje djece, koja je zauzvrat 2021. zamijenjena politikom troje djece.
Početkom 1950.-ih, kineska je vlada proglasila pobačaj nezakonitim osim kada je 1) majka imala već postojeće stanje, kao što je tuberkuloza ili perniciozna anemija, koje bi uzrokovalo da trudnoća predstavlja prijetnju životu majke; 2) kada tradicionalna kineska medicina nije mogla pomoći kod nepravilnoga razvoja fetusa i očekivao se spontani pobačaj; i 3) kada je majka već imala dva ili više carskih rezova. Kazne su bile upisane u zakon za one, koje su obavili ili izvršili ilegalni pobačaj.
Godine 1954. i 1956. zakon je proširen kako bi uključio i druge već postojeće bolesti i invalidnosti, kao što su hipertenzija i epilepsija, kao i omogućio ženama koje rade u određenim vrstama zanimanja da mogu imati pobačaj. Žene koje su već imale četvero djece i zatrudnjele četiri mjeseca nakon rođenja posljednjeg djeteta također su mogle otići na pobačaj.
Teško je doći do točne statistike o broju pobačaja koji se obavljaju godišnje, jer nisu svi pobačaji registrirani, a statistika planiranja obitelji obično se smatra državnom tajnom. Međutim, u 2008. godini, procjenjuje se da je izvršeno 13 milijuna pobačaja, a prodano je oko 10 milijuna tableta za pobačaj Inducirani pobačaji, uključujući kasne ili čak ubojstva nakon rođenja, češći su u urbanim područjima, gdje parovi mogu imati samo jedno dijete. U ruralnim područjima može biti dopušteno imati drugo dijete ako je prvorođeno djevojčica i može se izdati "dozvola za drugo rođenje" koja košta najmanje 4000 juana (600 američkih dolara). Takva rođena djeca obično se ne smiju registrirati u državni sustav i postaju "nepostojeća" do kraja života.